# Левицький Філемон
Філемон (Филимон) Левицький (1873 — 10 серпня 1922, Львів) — львівський архітектор. Уповноважений будівничий. Працював у фірмі Івана Левинського. Керував будівництвом дому страхового товариства «Дністер», спроєктованого архітекторами майстерні Левинського. Втілював ідеї нового українського стилю в архітектурі, що базувався на зразках народної, зокрема гуцульської архітектури. Член Українського технічного товариства. Старшина «Сокола-Батька». Помер у Львові. 14 серпня 1922 року похований на Личаківському цвинтарі.
Роботи
- Реконструкція будинку на вулиці Ставропігійській, 11 у Львові (1911)[5].
- Львівський гуртожиток «Академічний дім» на нинішній вулиці Коцюбинського, 21 (1906, конкурсний проєкт, співавтор Тадей Обмінський)[3].
- Дзвіниця при церкві святого Миколая (УГКЦ)[6] в Белзі (1906).
- Перебудова вілли Івана Копача на нинішній вулиці Франка, 156 у Львові (1906)[7].
- Житловий будинок на нинішній вулиці Кривоноса, 3 у Львові (1907, не зберігся)[3].
- Народний дім у Яворові (1907—1908)[3].
- Будинки № 1, 2, 3 на площі Шашкевича у Львові (1910—1912, співавтор Йосип Делькевич)[8].
- Сецесійна огорожа балконів «Народної гостиниці» на нинішній вулиці Дорошенка, 20 у Львові (1906, архітектор Тадей Обмінський)[9].
- Вілла Марії Бачинської на вулиці Карпинця, 18 (1913, співавтор Валерій Шульман)[10].

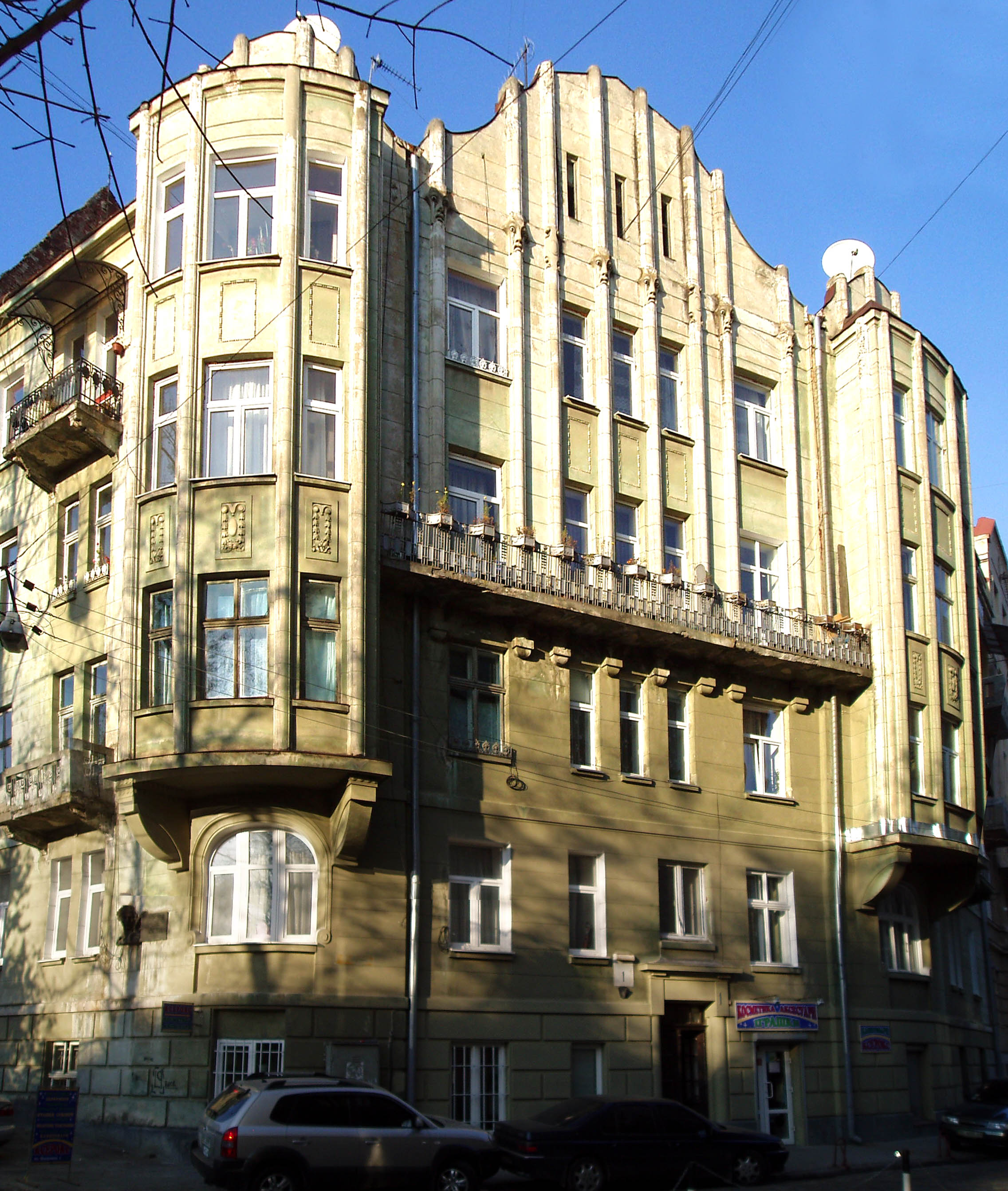
Дім на площі Шашкевича, 1 у Львові
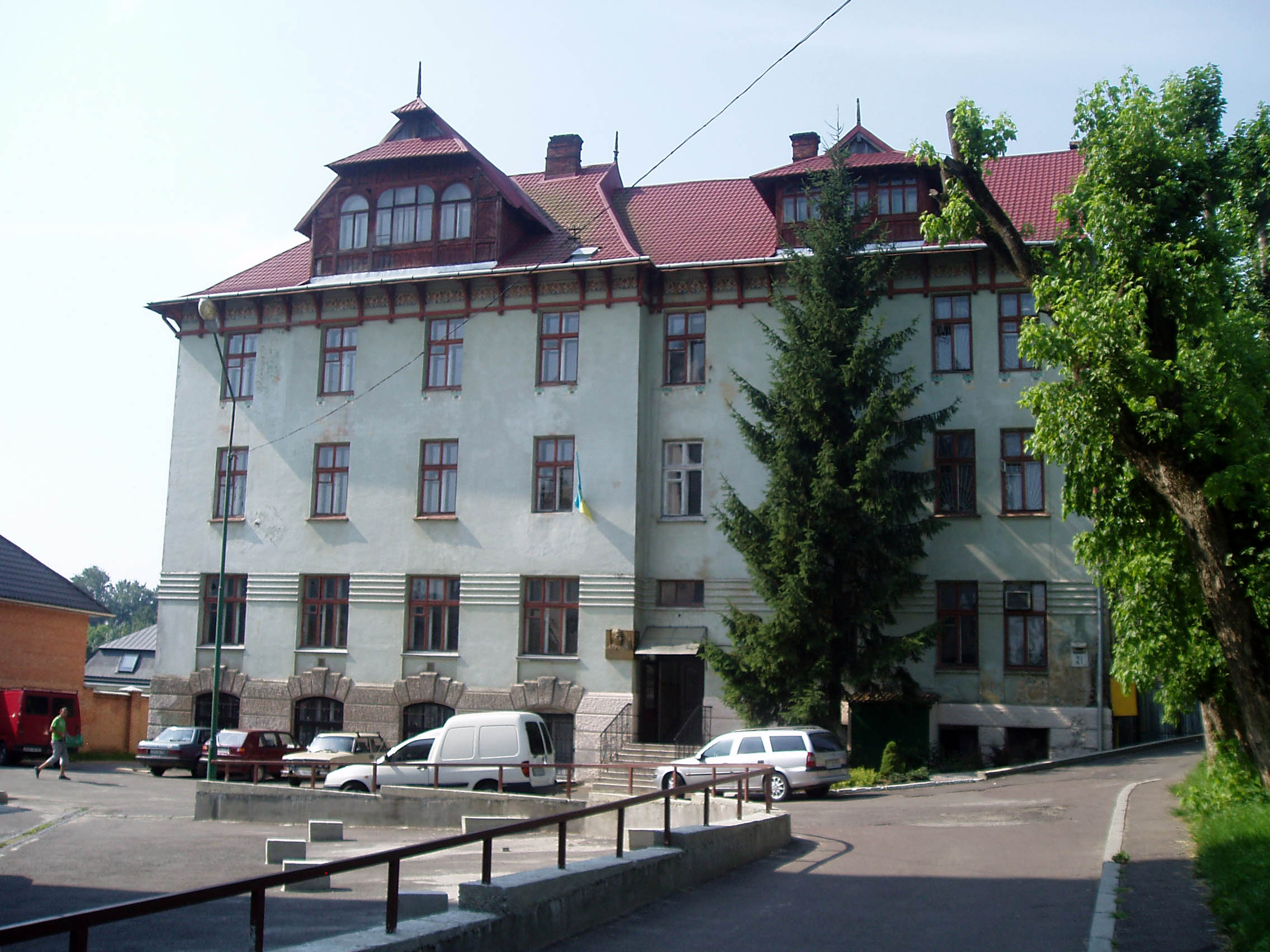
Академічний дім у Львові
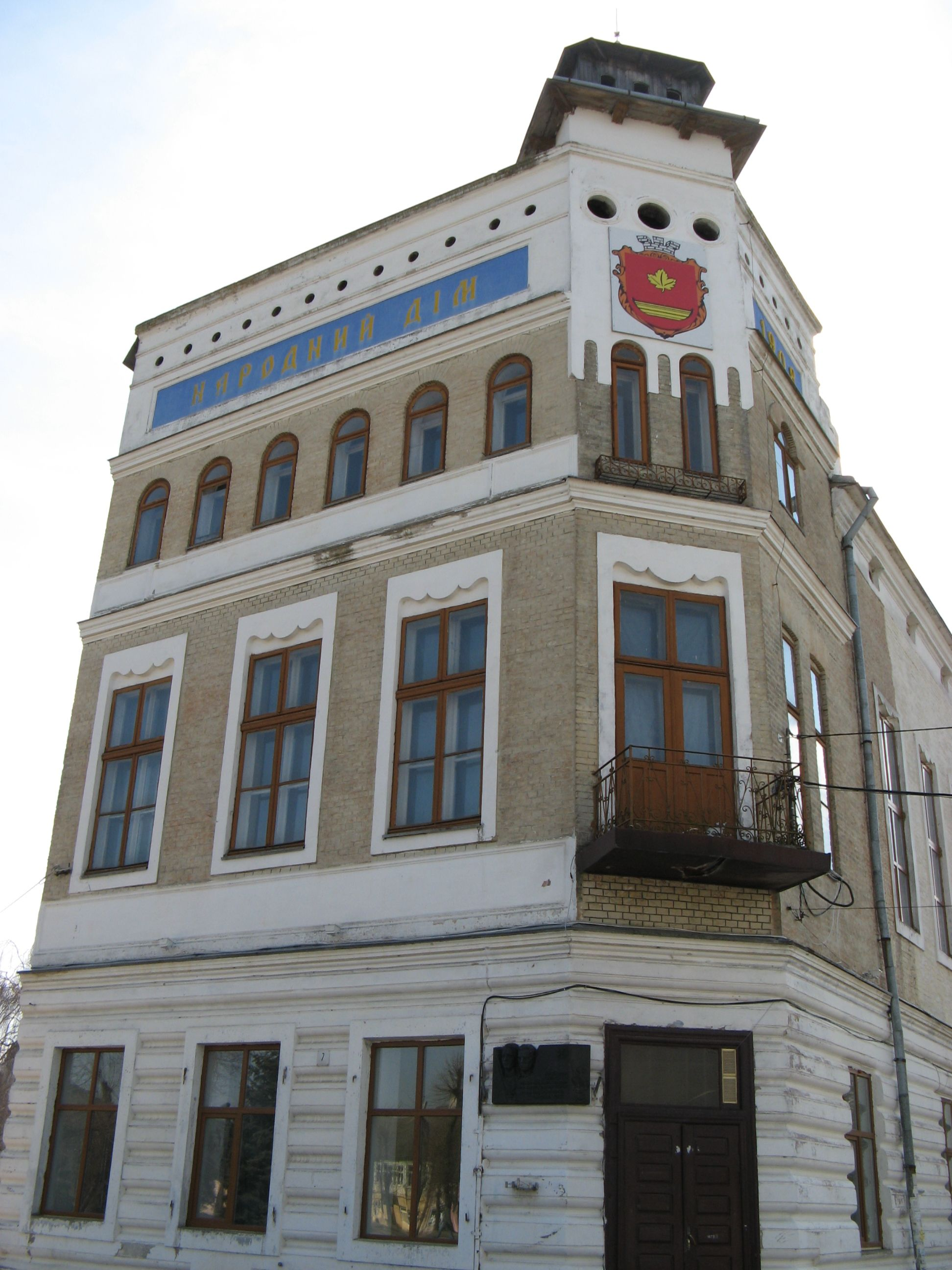
Народний дім у Яворові
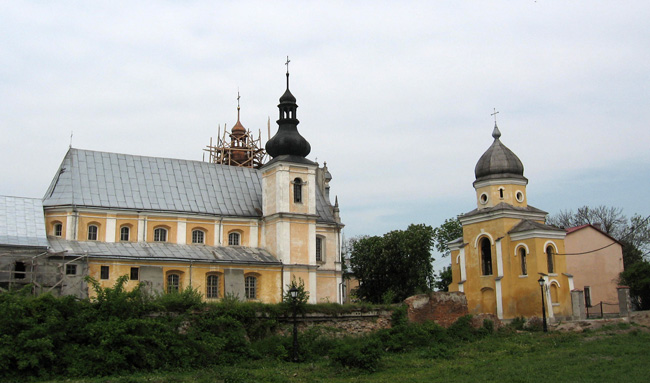
Дзвіниця церкви св. Миколая (костелу домініканок), Белз